# اینجا چراغی روشن است
اینجا چراغی روشن است یک فیلم سینمایی ایرانی به کارگردانی، نویسندگی و تهیه‌کنندگی رضا میرکریمی در سال ۱۳۸۱ است.

## داستان
قدرت، جوان عقب مانده و ساده دلی است که همراه با متولی امامزاده‌ای واقع در یک روستا زندگی می‌کند. متولی از این که مردم روستا نسبت به امامزاده بی اعتنا هستند ناراحت است و آن را به کم ایمانی مردم نسبت می‌دهد، اما مردم معتقدند امامزاده تا حال نیازها و نذورات آن‌ها را برآورده نکرده است. متولی موقتاً به شهر می‌رود و با توجه به اینکه هیچ‌کس حاضر نشده در این مدت رسیدگی به امور امامزاده را بپذیرد، قدرت را به جای خود می‌گذارد. قدرت که می‌تواند ارواح مردگان قبرستان کنار امامزاده را درک کند، متوجه مشکلات زندگی آدم‌های روستا می‌شود و از اموال امامزاده برای حل این مشکلات استفاده می‌کند و طولی نمی‌کشد که بنای امامزاده خالی از فرش و سقف و دیوار و پول می‌شود. یک شب که دختر چوپان روستا، گله‌هایش پراکنده شده‌اند، قدرت که به او علاقه دارد، تمام شب را چراغ به دست می‌ایستد تا تمام گله به دور او و داخل امامزاده جمع شوند. صبح فردایش، قدرت با قطار عازم مقصدی می‌شود که از نظر او محل اقامت «آقا» است.

## بازیگران
| بازیگر            | نقش |
| ----------------- | --- |
| حبیب رضایی        |     |
| سعید پورصمیمی     |     |
| مریم بوبانی       |     |
| فلامک جنیدی       |     |
| اله قلی نظری      |     |
| محمود راسخ فر     |     |
| فرزاد حاتمیان     |     |
| محسن خستو         |     |
| رمضان اصغری       |     |
| مطلب محسنی        |     |
| علیمراد یحیی نژاد |     |
| رستم محمودی       |     |
| سمیه سالاری       |     |
| بنفشه بهاری       |     |
| مجید داور         |     |

## جوایز
جوایز دریافت شده فیلم اینجا چراغی روشن است به شرح زیر است:
| جشنواره                    | عنوان جایزه                    | دریافت کننده      | نتیجه   |
| -------------------------- | ------------------------------ | ----------------- | ------- |
| جشنواره فیلم فجر (دوره ۲۱) | سیمرغ بلورین بهترین کارگردانی  | رضا میرکریمی      | برگزیده |
| جشنواره فیلم فجر (دوره ۲۱) | سیمرغ بلورین نقش اول مرد       | حبیب رضایی        | برگزیده |
| جشنواره فیلم فجر (دوره ۲۱) | سیمرغ بلورین بهترین فیلمبرداری | حمید خضوعی ابیانه | برگزیده |
| جشنواره فیلم فجر (دوره ۲۱) | سیمرغ بلورین بهترین فیلم       | رضا میرکریمی      | نامزد   |
| جشنواره فیلم فجر (دوره ۲۱) | سیمرغ بلورین بهترین فیلمنامه   | رضا میرکریمی      | نامزد   |
| جشنواره فیلم فجر (دوره ۲۱) | جایزه بین المذاهب              | رضا میرکریمی      | برگزیده |